# ستيفن فاريل (لاعب كريكت)
ستيفن فاريل (بالإنجليزية: Steven Farrell)‏ (6 فبراير 1980 في أستراليا - ) هو لاعب كريكت أسترالي.

## وصلات خارجية
- ستيفن فاريل (لاعب كريكت) على موقع إي آس بي آن كريك إنفو (الإنجليزية)